# جون إس. نوريس
جون إس. نوريس (بالإنجليزية: John S. Norris)‏ هو مهندس معماري أمريكي، ولد في 1804 في نيويورك في الولايات المتحدة، وتوفي في 1876.